# Риза
Риза (њем. Riesa) град је у њемачкој савезној држави Саксонија. Једно је од 34 општинска средишта округа Мајсен. Према процјени из 2010. у граду је живјело 34.777 становника. Посједује регионалну шифру (AGS) 14627230.

## Географски и демографски подаци
Риза се налази у савезној држави Саксонија у округу Мајсен. Град се налази на надморској висини од 109 метара. Површина општине износи 58,8 km². У самом граду је, према процјени из 2010. године, живјело 34.777 становника. Просјечна густина становништва износи 591 становника/km².

## Међународна сарадња
| Мјесто  | Држава               | Врста сарадње | Од    |
| ------- | -------------------- | ------------- | ----- |
| Глогов  | Пољска               | партнерство   | 2005. |
| Санди   | САД                  | партнерство   | 2002. |
| Ротерам | Уједињено Краљевство | партнерство   | 1998. |
| Суџоу   | Кина                 | партнерство   | 2004. |
|         | Француска            | партнерство   | 1961. |
| Извор   |                      |               |       |